# ドン・ウィルカーソン
ドン・ウィルカーソン（Don Wilkerson、1932年7月6日 ルイジアナ州マローヴィル – 1986年7月18日 テキサス州ヒューストン）は、アメリカ合衆国におけるリズム・アンド・ブルースとソウル・ジャズのバンドリーダー。1960年代にグラント・グリーンとの共演により、テナー・サクソフォーン奏者としてブルーノート・レーベルにリーダー・アルバムを残した。それ以前は、しばしばキャノンボール・アダレイと共演しており、1950年代にエイモス・ミルバーンやレイ・チャールズのサイドマンとして録音に携わっていた。
演奏家としては、テナー・サクソフォーン奏者のイリノイ・ジャケーとアーネット・コブ、ジーン・アモンズ、ポール・ゴンザルヴェス、ソニー・ロリンズ、およびアルト・サクソフォーン奏者のソニー・スティットとアイク・ケベックの影響を受けている。レコード会社のブルーノートにウィルカーソンを推薦したのもケベックであった。ウィルカーソンのルーツがブルースとソウルにあることは動かしがたい。そのようなルーツによるとウィルカーソンは、いわゆる「テキサス・テナー」を仕込まれた演奏家に分類して差し支えない。

## 略歴
ルイジアナ州のシュリーブポートやテキサス州のヒューストンで公式の音楽教育を受ける。ハイスクールに在籍中にアルト・サクソフォーンの演奏を始め、テキサス州のデイトナで職業演奏家としてデビューを果たした。1948年にエイモス・ミルバーンやミルト・ラーキン、T-ボーン・ウォーカーと共演し、1948年から1949年までロサンゼルスでチャールズ・ブラウンと共演したほか、とりわけデクスター・ゴードンやウォーデル・グレイ、ソニー・クラークとジャム・セッションを行なった。1954年の夏に、テナー・サクソフォーン奏者としてレイ・チャールズに起用され、「アイ・ガット・ア・ウーマン（I Got A Woman）」や「カムバック・ベイビー（Come Back Baby）」、「ジス・リトル・ガール・オブ・マイン（This Little Girl Of Mine）」、「ハレルヤー（Hallelujah）」で重要なソロを受け持った。
1960年5月に、ナット・アダレイやバリー・ハリス、リロイ・ヴィネガー、ビリー・ヒギンスの共演を得て、自身初のアルバム『ザ・テキサス・ツイスター』（リバーサイド・レコード）を録音する。1962年5月から1963年7月にかけては、ブルーノート・レコードと契約して3枚の重要なアルバムを録音した。1970年代初頭にはヒューストンにおいて、トム・アーチアやアーネット・コブ、また、レイ・チャールズのバックバンドの仲間であるジョー・ブリッジウォーターとともに、ソニー・フランクリン・ビッグバンドの録音に参加した。生涯最後の10年間はアメリカ合衆国南西部に過ごしたが、1982年にニューヨークを訪れ、同地でB.B.キングのアルバム『ブルース・アンド・ジャズ』の録音に参加した。

## ディスコグラフィ

### リーダー・アルバム
- 『ザ・テキサス・ツイスター』 - The Texas Twister (1960年、リバーサイド)
- 『プリーチ・ブラザー!』 - Preach Brother! (1962年、ブルーノート)
- 『シャウティン』 - Shoutin' (1963年、ブルーノート)
- 『エルダー・ドン』 - Elder Don (1963年、ブルーノート)